# Cesena Football Club 2025-2026
Questa voce raccoglie le informazioni riguardanti il Cesena Football Club nelle competizioni ufficiali della stagione 2025-2026.

## Stagione
La stagione 2025-2026 sarà per il Cesena la 34ª partecipazione nella seconda serie del Campionato italiano di calcio.
Dopo il settimo posto e l'eliminazione al turno preliminare dei play-off contro il Catanzaro nella precedente annata, il Cavalluccio sceglie di proseguire il rapporto con l'allenatore Michele Mignani. Non viene confermato invece il direttore sportivo Fabio Artico, sostituito da Filippo Fusco.

## Divise e sponsor
Per questa stagione lo sponsor tecnico è affidato all'azienda italiana Erreà, mentre i main sponsor sulla maglia sono E.CO Energia Corrente, front e back jersey sponsor, e 1 Attimo in Forma, sleeve jersey sponsor. Una novità riguarda per la prima volta, la presenza di uno sponsor sui pantaloncini da gara, infatti lo shorts sponsor è FS Costruzioni.
Per quanto riguarda gli altri sponsor pubblicitari, essi sono rimasti invariati rispetto alla stagione precedente. Tra i più noti, Orogel, Amadori e Technogym, oltre ovviamente a Pubblisole.

## Organigramma societario
Aggiornato al 1º luglio 2025.
Area direttiva
- Presidente: John Aiello
- Chief Executive Officer: Anthony Scotto
- Consiglieri: Massimo Agostini, Anthony Scotto, e John Aiello
- Segretario Generale: Marco Valentini
- Responsabile della sicurezza: Gianluca Campana
- Dipartimento SLO: Roberto Checchia

Area comunicazione e marketing
- Addetto Stampa: Luca Polidori
- Responsabile Ufficio Stampa: Lorenzo Marchetti
- Responsabile Marketing: Claudia Gatti

Area sportiva
- Direttore Generale: Corrado Di Taranto
- Direttore Sportivo: Filippo Fusco
- Team Manager: Matteo Visani

Area tecnica
- Allenatore: Michele Mignani
- Allenatore in seconda: Simone Vergassola
- Preparatore dei Portieri: Federico Agliardi
- Collaboratore tecnico: Davide Campofranco
- Preparatore atletico: Giorgio D'Urbano
- Magazzinieri: Matteo Fantozzi, Nicolino Petrosino

Area sanitaria
- Responsabile Sanitario: Dott. Vittorio Gemellaro
- Medico Sociale: Dott. Jacopo Gamberini
- Massaggiatori: Francesco Canali, Costantino Cucciniello e Stefano Valentini

## Rosa
Aggiornata al 20 agosto 2025.
| N. |                    | Ruolo | Calciatore                       |
| -- | ------------------ | ----- | -------------------------------- |
| 1  | Italia (bandiera)  | P     | Alessandro Siano                 |
| 6  | Italia (bandiera)  | C     | Tommaso Arrigoni                 |
| 7  | Spagna (bandiera)  | A     | Jalen Blesa                      |
| 9  | Albania (bandiera) | A     | Cristian Shpendi (vice capitano) |
| 10 | Italia (bandiera)  | C     | Simone Bastoni                   |
| 11 | Italia (bandiera)  | A     | Riccardo Ciervo                  |
| 13 | Italia (bandiera)  | D     | Raffaele Celia                   |
| 14 | Italia (bandiera)  | C     | Tommaso Berti                    |
| 15 | Italia (bandiera)  | D     | Andrea Ciofi (capitano)          |
| 17 | Italia (bandiera)  | C     | Emanuele Adamo                   |
| 18 | Italia (bandiera)  | D     | Matteo Guidi                     |
| 19 | Italia (bandiera)  | D     | Giovanni Zaro                    |

| N. |                        | Ruolo | Calciatore              |
| -- | ---------------------- | ----- | ----------------------- |
| 23 | Italia (bandiera)      | D     | Vittorio Magni          |
| 24 | Italia (bandiera)      | D     | Massimiliano Mangraviti |
| 25 | Italia (bandiera)      | C     | Dimitri Bisoli          |
| 26 | Italia (bandiera)      | D     | Matteo Piacentini       |
| 29 | Spagna (bandiera)      | A     | Siren Diao              |
| 32 | Italia (bandiera)      | A     | Marco Olivieri          |
| 33 | Stati Uniti (bandiera) | P     | Jonathan Klinsmann      |
| 35 | Italia (bandiera)      | C     | Davide Zamagni          |
| 39 | Italia (bandiera)      | P     | Niccolò Fontana         |
| 70 | Italia (bandiera)      | C     | Matteo Francesconi      |
| 77 | Albania (bandiera)     | A     | Frederik Tosku          |
| 99 | Italia (bandiera)      | D     | Gianluca Frabotta       |

## Calciomercato

### Sessione estiva(dal 1/7 al 1/9)
| Acquisti         | Acquisti          | Acquisti      | Acquisti                         |
| R.               | Nome              | da            | Modalità                         |
| ---------------- | ----------------- | ------------- | -------------------------------- |
| D                | Matteo Guidi      | Pontedera     | svincolato                       |
| D                | Giovanni Zaro     | Modena        | definitivo                       |
| D                | Gianluca Frabotta | West Bromwich | svincolato                       |
| D                | Vittorio Magni    | Milan Futuro  | prestito con diritto di riscatto |
| C                | Dimitri Bisoli    | Brescia       | svincolato                       |
| C                | Tommaso Arrigoni  | Südtirol      | definitivo                       |
| A                | Jalen Blesa       | U Craiova     | svincolato                       |
| A                | Riccardo Ciervo   | Sassuolo      | prestito                         |
| A                | Siren Diao        | Atalanta U23  | prestito                         |
| A                | Marco Olivieri    | Triestina     | svincolato                       |
| Altre operazioni |                   |               |                                  |
| R.               | Nome              | da            | Modalità                         |
| P                | Lorenzo Pollini   | Palmese       | fine prestito                    |
| D                | Antonio David     | Gubbio        | fine prestito                    |
| D                | Diego Rossi       | Cavese        | fine prestito                    |
| D                | Luigi Silvestri   | Trapani       | fine prestito                    |
| A                | Roberto Ogunseye  | Arezzo        | fine prestito                    |

| Cessioni         | Cessioni              | Cessioni             | Cessioni                         |
| R.               | Nome                  | a                    | Modalità                         |
| ---------------- | --------------------- | -------------------- | -------------------------------- |
| P                | Matteo Pisseri        |                      | svincolato                       |
| D                | Daniele Donnarumma    | Catania              | definitivo                       |
| D                | Simone Pieraccini     | Catania              | prestito con diritto di riscatto |
| D                | Giuseppe Prestia      | Inter U23            | definitivo                       |
| C                | Joseph Ceesay         | Malmö FF             | fine prestito                    |
| C                | Leonardo Mendicino    | Atalanta U23         | fine prestito                    |
| C                | Dario Šarić           | Palermo              | fine prestito                    |
| C                | Giacomo Calò          | Frosinone            | prestito con diritto di riscatto |
| A                | Mirko Antonucci       | Spezia               | fine prestito                    |
| A                | Antonino La Gumina    | Sampdoria            | fine prestito                    |
| A                | Flavio Russo          | Sassuolo             | fine prestito                    |
| A                | Elayis Tavşan         | Verona               | fine prestito                    |
| Altre operazioni |                       |                      |                                  |
| R.               | Nome                  | a                    | Modalità                         |
| P                | Lorenzo Pollini       | Sammaurese           | definitivo                       |
| P                | Giulio Veliaj         | Forlì                | definitivo                       |
| D                | Antonio David         | Inter U23            | prestito con diritto di riscatto |
| D                | Giulio Manetti        | Forlì                | prestito                         |
| D                | Enea Pitti            | Carpi                | prestito                         |
| D                | Diego Rossi           | Monopoli             | prestito                         |
| D                | Luigi Silvestri       | Union Brescia        | definitivo                       |
| D                | Federico Valentini    | Arzignano Valchiampo | prestito                         |
| C                | Riccardo Campedelli   | Bra                  | prestito                         |
| C                | Gianmarco Castorri    | Foggia               | prestito                         |
| A                | Valentino Coveri      | Forlì                | prestito                         |
| A                | Alessandro Giovannini | Forlì                | prestito                         |
| A                | Giovanni Perini       | Novara               | prestito                         |
| A                | Stiven Shpendi        | Empoli               | definitivo (2,2 milioni €)       |

### Sessione invernale(dal 2/1 al 3/2)
| Acquisti         | Acquisti         | Acquisti         | Acquisti         |
| R.               | Nome             | da               | Modalità         |
| Altre operazioni | Altre operazioni | Altre operazioni | Altre operazioni |
| R.               | Nome             | da               | Modalità         |
| ---------------- | ---------------- | ---------------- | ---------------- |

| Cessioni         | Cessioni         | Cessioni         | Cessioni         |
| R.               | Nome             | a                | Modalità         |
| Altre operazioni | Altre operazioni | Altre operazioni | Altre operazioni |
| R.               | Nome             | a                | Modalità         |
| ---------------- | ---------------- | ---------------- | ---------------- |

## Risultati

### Serie B

#### Girone di andata
| Pescara 22 agosto 2025, ore 20:30 CEST 1ª giornata | Pescara | – referto | Cesena | Stadio Adriatico-Giovanni Cornacchia |

| Cesena 30 agosto 2025, ore 21:00 CEST 2ª giornata | Cesena | – referto | Virtus Entella | Orogel Stadium-Dino Manuzzi |

| Genova 13 settembre 2025, ore 19:30 CEST 3ª giornata | Sampdoria | – referto | Cesena | Stadio Luigi Ferraris |

| Venezia 20 settembre 2025, ore CEST 4ª giornata | Venezia | – | Cesena | Stadio Pier Luigi Penzo |

| Cesena 27 settembre 2025, ore CEST 5ª giornata | Cesena | – | Palermo | Orogel Stadium-Dino Manuzzi |

| Frosinone 30 settembre 2025, ore CEST 6ª giornata | Frosinone | – | Cesena | Stadio Benito Stirpe |

| Cesena 4 ottobre 2025, ore CEST 7ª giornata | Cesena | – | Reggiana | Orogel Stadium-Dino Manuzzi |

| La Spezia 18 ottobre 2025, ore CEST 8ª giornata | Spezia | – | Cesena | Stadio Alberto Picco |

| Bolzano 25 ottobre 2025, ore CEST 9ª giornata | Südtirol | – | Cesena | Stadio Druso |

| Cesena 28 ottobre 2025, ore CEST 10ª giornata | Cesena | – | Carrarese | Orogel Stadium-Dino Manuzzi |

| Bari 1º novembre 2025, ore CET 11ª giornata | Bari | – | Cesena | Stadio San Nicola |

| Cesena 8 novembre 2025, ore CET 12ª giornata | Cesena | – | Avellino | Orogel Stadium-Dino Manuzzi |

| Monza 22 novembre 2025, ore CET 13ª giornata | Monza | – | Cesena | Stadio Brianteo |

| Cesena 29 novembre 2025, ore CET 14ª giornata | Cesena | – | Modena | Orogel Stadium-Dino Manuzzi |

| Padova 8 dicembre 2025, ore CET 15ª giornata | Padova | – | Cesena | Stadio Euganeo |

| Cesena 13 dicembre 2025, ore CET 16ª giornata | Cesena | – | Mantova | Orogel Stadium-Dino Manuzzi |

| Cesena 20 dicembre 2025, ore CET 17ª giornata | Cesena | – | Juve Stabia | Orogel Stadium-Dino Manuzzi |

| Catanzaro 27 dicembre 2025, ore CET 18ª giornata | Catanzaro | – | Cesena | Stadio Nicola Ceravolo |

| Cesena 10 gennaio 2026, ore CET 19ª giornata | Cesena | – | Empoli | Orogel Stadium-Dino Manuzzi |

#### Girone di ritorno
| Reggio Emilia 17 gennaio 2026, ore CET 20ª giornata | Reggiana | – | Cesena | Mapei Stadium - Città del Tricolore |

| Cesena 24 gennaio 2026, ore CET 21ª giornata | Cesena | – | Bari | Orogel Stadium-Dino Manuzzi |

| Avellino 31 gennaio 2026, ore CET 22ª giornata | Avellino | – | Cesena | Stadio Partenio-Adriano Lombardi |

| Cesena 7 febbraio 2026, ore CET 23ª giornata | Cesena | – | Pescara | Orogel Stadium-Dino Manuzzi |

| Chiavari 10 febbraio 2026, ore CET 24ª giornata | Virtus Entella | – | Cesena | Stadio Enrico Sannazzari |

| Cesena 14 febbraio 2026, ore CET 25ª giornata | Cesena | – | Venezia | Orogel Stadium-Dino Manuzzi |

| Cesena 21 febbraio 2026, ore CET 26ª giornata | Cesena | – | Spezia | Orogel Stadium-Dino Manuzzi |

| Empoli 28 febbraio 2026, ore CET 27ª giornata | Empoli | – | Cesena | Stadio Carlo Castellani |

| Cesena 3 marzo 2026, ore CET 28ª giornata | Cesena | – | Monza | Orogel Stadium-Dino Manuzzi |

| Modena 7 marzo 2026, ore CET 29ª giornata | Modena | – | Cesena | Stadio Alberto Braglia |

| Cesena 14 marzo 2026, ore CET 30ª giornata | Cesena | – | Frosinone | Orogel Stadium-Dino Manuzzi |

| Mantova 17 marzo 2026, ore CEST 31ª giornata | Mantova | – | Cesena | Stadio Danilo Martelli |

| Cesena 21 marzo 2026, ore CEST 32ª giornata | Cesena | – | Catanzaro | Orogel Stadium-Dino Manuzzi |

| Cesena 6 aprile 2026, ore CEST 33ª giornata | Cesena | – | Südtirol | Orogel Stadium-Dino Manuzzi |

| Castellammare di Stabia 11 aprile 2026, ore CEST 34ª giornata | Juve Stabia | – | Cesena | Stadio Romeo Menti |

| Palermo 18 aprile 2026, ore CEST 35ª giornata | Palermo | – | Cesena | Stadio Renzo Barbera |

| Cesena 25 aprile 2026, ore CEST 36ª giornata | Cesena | – | Sampdoria | Orogel Stadium-Dino Manuzzi |

| Carrara 1º maggio 2026, ore CEST 37ª giornata | Carrarese | – | Cesena | Stadio dei Marmi |

| Cesena 9 maggio 2026, ore CEST 38ª giornata | Cesena | – | Padova | Orogel Stadium-Dino Manuzzi |

### Coppa Italia

#### Turni eliminatori
| Arbitro: | Di Marco (Ciampino) |

|                                     |                      |                                        |
| Diao Shpendi Adamo Arrigoni Bastoni | Tiri di rigore 1 – 2 | Cuadrado Touré Léris Canestrelli Nzola |

## Statistiche
Statistiche aggiornate al 17 agosto 2025.
| Competizione | Punti | In casa | In casa | In casa | In casa | In casa | In casa | In trasferta | In trasferta | In trasferta | In trasferta | In trasferta | In trasferta | Totale | Totale | Totale | Totale | Totale | Totale | DR |
| Competizione | Punti | G       | V       | N       | P       | Gf      | Gs      | G            | V            | N            | P            | Gf           | Gs           | G      | V      | N      | P      | Gf     | Gs     | DR |
| ------------ | ----- | ------- | ------- | ------- | ------- | ------- | ------- | ------------ | ------------ | ------------ | ------------ | ------------ | ------------ | ------ | ------ | ------ | ------ | ------ | ------ | -- |
| Serie B      | 0     | 0       | 0       | 0       | 0       | 0       | 0       | 0            | 0            | 0            | 0            | 0            | 0            | 0      | 0      | 0      | 0      | 0      | 0      | 0  |
| Coppa Italia | -     | 1       | 0       | 1       | 0       | 0       | 0       | 0            | 0            | 0            | 0            | 0            | 0            | 1      | 0      | 1      | 0      | 0      | 0      | 0  |
| Totale       | -     | 1       | 0       | 1       | 0       | 0       | 0       | 0            | 0            | 0            | 0            | 0            | 0            | 1      | 0      | 1      | 0      | 0      | 0      | 0  |

### Andamento in campionato
| Giornata  | 1 | 2 | 3 | 4 | 5 | 6 | 7 | 8 | 9 | 10 | 11 | 12 | 13 | 14 | 15 | 16 | 17 | 18 | 19 | 20 | 21 | 22 | 23 | 24 | 25 | 26 | 27 | 28 | 29 | 30 | 31 | 32 | 33 | 34 | 35 | 36 | 37 | 38 |
| --------- | - | - | - | - | - | - | - | - | - | -- | -- | -- | -- | -- | -- | -- | -- | -- | -- | -- | -- | -- | -- | -- | -- | -- | -- | -- | -- | -- | -- | -- | -- | -- | -- | -- | -- | -- |
| Luogo     | T | C | T | T | C | T | C | T | T | C  | T  | C  | T  | C  | T  | C  | C  | T  | C  | T  | C  | T  | C  | T  | C  | C  | T  | C  | T  | C  | T  | C  | C  | T  | T  | C  | T  | C  |
| Risultato |   |   |   |   |   |   |   |   |   |    |    |    |    |    |    |    |    |    |    |    |    |    |    |    |    |    |    |    |    |    |    |    |    |    |    |    |    |    |
| Posizione |   |   |   |   |   |   |   |   |   |    |    |    |    |    |    |    |    |    |    |    |    |    |    |    |    |    |    |    |    |    |    |    |    |    |    |    |    |    |

Fonte:  legab.it,  https://www.legab.it/seriebkt/classifiche.
Legenda:

Luogo: C = Casa; T = Trasferta. Risultato: V = Vittoria; N = Pareggio; P = Sconfitta.

### Statistiche dei giocatori
Aggiornata al 1° luglio 2025.
Sono in corsivo i calciatori che hanno lasciato la società a stagione in corso.
| Giocatore      | Serie B  | Serie B | Serie B     | Serie B    | Coppa Italia | Coppa Italia | Coppa Italia | Coppa Italia | Totale   | Totale | Totale      | Totale     |
| Giocatore      | Presenze | Reti    | Ammonizioni | Espulsioni | Presenze     | Reti         | Ammonizioni  | Espulsioni   | Presenze | Reti   | Ammonizioni | Espulsioni |
| -------------- | -------- | ------- | ----------- | ---------- | ------------ | ------------ | ------------ | ------------ | -------- | ------ | ----------- | ---------- |
| E. Adamo       | 0        | 0       | 0           | 0          | 0            | 0            | 0            | 0            | 0        | 0      | 0           | 0          |
| T. Arrigoni    | 0        | 0       | 0           | 0          | 0            | 0            | 0            | 0            | 0        | 0      | 0           | 0          |
| S. Bastoni     | 0        | 0       | 0           | 0          | 0            | 0            | 0            | 0            | 0        | 0      | 0           | 0          |
| T. Berti       | 0        | 0       | 0           | 0          | 0            | 0            | 0            | 0            | 0        | 0      | 0           | 0          |
| D. Bisoli      | 0        | 0       | 0           | 0          | 0            | 0            | 0            | 0            | 0        | 0      | 0           | 0          |
| J. Blesa       | 0        | 0       | 0           | 0          | 0            | 0            | 0            | 0            | 0        | 0      | 0           | 0          |
| R. Celia       | 0        | 0       | 0           | 0          | 0            | 0            | 0            | 0            | 0        | 0      | 0           | 0          |
| R. Ciervo      | 0        | 0       | 0           | 0          | 0            | 0            | 0            | 0            | 0        | 0      | 0           | 0          |
| A. Ciofi       | 0        | 0       | 0           | 0          | 0            | 0            | 0            | 0            | 0        | 0      | 0           | 0          |
| S. Diao        | 0        | 0       | 0           | 0          | 0            | 0            | 0            | 0            | 0        | 0      | 0           | 0          |
| G. Frabotta    | 0        | 0       | 0           | 0          | 0            | 0            | 0            | 0            | 0        | 0      | 0           | 0          |
| M. Francesconi | 0        | 0       | 0           | 0          | 0            | 0            | 0            | 0            | 0        | 0      | 0           | 0          |
| M. Guidi       | 0        | 0       | 0           | 0          | 0            | 0            | 0            | 0            | 0        | 0      | 0           | 0          |
| J. Klinsmann   | 0        | 0       | 0           | 0          | 0            | 0            | 0            | 0            | 0        | 0      | 0           | 0          |
| V. Magni       | 0        | 0       | 0           | 0          | 0            | 0            | 0            | 0            | 0        | 0      | 0           | 0          |
| M. Mangraviti  | 0        | 0       | 0           | 0          | 0            | 0            | 0            | 0            | 0        | 0      | 0           | 0          |
| R. Ogunseye    | 0        | 0       | 0           | 0          | 0            | 0            | 0            | 0            | 0        | 0      | 0           | 0          |
| M. Piacentini  | 0        | 0       | 0           | 0          | 0            | 0            | 0            | 0            | 0        | 0      | 0           | 0          |
| C. Shpendi     | 0        | 0       | 0           | 0          | 0            | 0            | 0            | 0            | 0        | 0      | 0           | 0          |
| A. Siano       | 0        | 0       | 0           | 0          | 0            | 0            | 0            | 0            | 0        | 0      | 0           | 0          |
| G. Zaro        | 0        | 0       | 0           | 0          | 0            | 0            | 0            | 0            | 0        | 0      | 0           | 0          |

## Giovanili

### Organigramma
Area direttiva
- Responsabile Settore Giovanile: Massimo Agostini
- Responsabile Tecnico del Vivaio: Davide Succi
- Responsabile dell’Attività di Base e Coordinatore: Fabrizio Faro
- Segretario Settore Giovanile: Filippo Biondi

Primavera
- Allenatore: Nicola Campedelli
- Vice allenatore: Nicola Capellini
- Collaboratore tecnico: Giuliano Morena
- Preparatore atletico: Antonio Fabbri
- Preparatore portieri: Alex Calderoni

Under-18
- Allenatore: Gianluca Zanetti
- Vice allenatore: Alessandro Teodorani
- Preparatore atletico: Alex Fattori
- Preparatore portieri: Antonio Narciso

Under-17
- Allenatore: Juri Tamburini
- Vice allenatore: Ronny Rossi
- Preparatore atletico: Daniele Vincenzi
- Preparatore portieri: Enrico Vandelli

Under-16
- Allenatore: Lorenzo Magi
- Vice allenatore: Alessandro Battelli
- Preparatore atletico: Alessandro Romagna
- Preparatore portieri: Alois Poggioli

Under-15
- Allenatore: Nicola Cancelli
- Vice allenatore: Lorenzo Mamprin
- Preparatore atletico: Domenico Petrocca
- Preparatore portieri: Riccardo Broccoli